# Witheringia stellata
Witheringia stellata är en potatisväxtart som först beskrevs av Jesse More Greenman, och fick sitt nu gällande namn av A. T. Hunziker. Witheringia stellata ingår i släktet Witheringia och familjen potatisväxter. Inga underarter finns listade i Catalogue of Life.